# Tamara Winnikawa
Tamara Dzmitryjeuna Winnikawa (biał. Тамара Дзмітрыеўна Віннікава, ros. Тамара Дмитриевна Винникова, Tamara Dmitrijewna Winnikowa; ur. w Podłużnym) – białoruska ekonomistka, w latach 1996–1997 prezes Zarządu Narodowego Banku Republiki Białorusi; aresztowana pod zarzutem nadużywania stanowiska służbowego, od 1997 roku na emigracji.

## Życiorys
Urodziła się we wsi Podłużnoje w Kraju Stawropolskim, w Rosyjskiej FSRR, ZSRR. Ukończyła Białoruski Państwowy Instytut Gospodarki Narodowej. W latach 1970–1973 pracowała jako ekonomistka w Biurze Krajowym Państwowego Banku ZSRR w Komijskiej ASRR i Biurze Krajowym Państwowego Banku ZSRR w Białoruskiej SRR. W latach 1973–1987 pracowała jako starsza ekonomistka, kierownik działu, kierownik wydziału w Mińskim Biurze Miejskim Banku Państwowego. W latach 1988–1990 była kierownikiem wydziału w Białoruskim Krajowym Banku „Żyłsocbank SSSR”. Od sierpnia 1995 do lutego 1996 roku stała na czele komercyjnego banku akcyjnego „Biełaruś”. Od lutego 1996 do stycznia 1997 pełniła funkcję prezesa Zarządu Narodowego Banku Republiki Białorusi. Nieoficjalnie była także główną doradczynią ekonomiczną prezydenta Alaksandra Łukaszenki.
14 stycznia 1997 roku została aresztowana pod zarzutem nadużywania stanowiska służbowego. Pół roku później oskarżono ją o kradzież majątku poprzez zawłaszczenie, defraudację lub nadużycie stanowiska służbowego. Początkowo areszt odbywała w wewnętrznym więzieniu Komitetu Bezpieczeństwa Państwowego w Mińsku, następnie pod naciskiem lekarzy i opinii publicznej została wypuszczona na wolność po podpisaniu zobowiązania do nieopuszczania miejsca pobytu. Żyła w swoim mieszkaniu, będąc pod stałą ochroną, skąd zniknęła 7 kwietnia 1999 roku. Od grudnia tego samego roku zaczęły ukazywać się artykuły jej autorstwa, w których krytykowała Alaksandra Łukaszenkę i opisywała manipulacje gospodarcze, dokonywane, jej zdaniem, przez prezydenta i jego otoczenie. Według świadectw dziennikarzy mieszka obecnie w Londynie.